# Thomas Luny
Thomas Luny (* 1759 in Cornwall; † 30. September 1837 in Teignmouth) war ein britischer Maler des 19. Jahrhunderts. Unter anderem malte er die Seeschlacht bei Abukir.

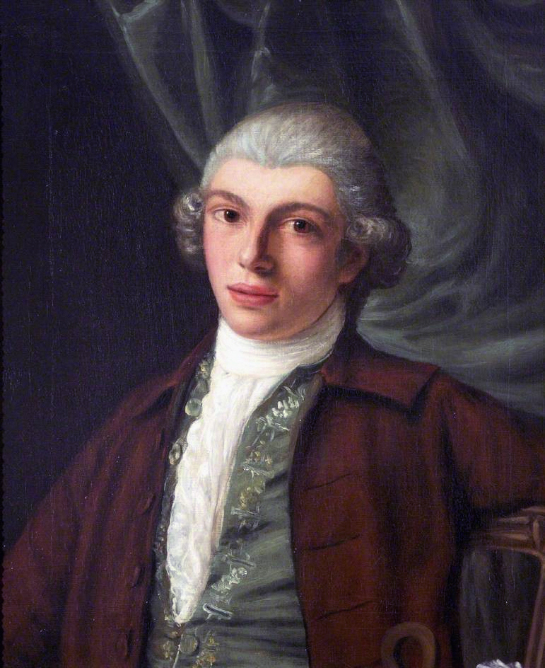
Selbstbildnis

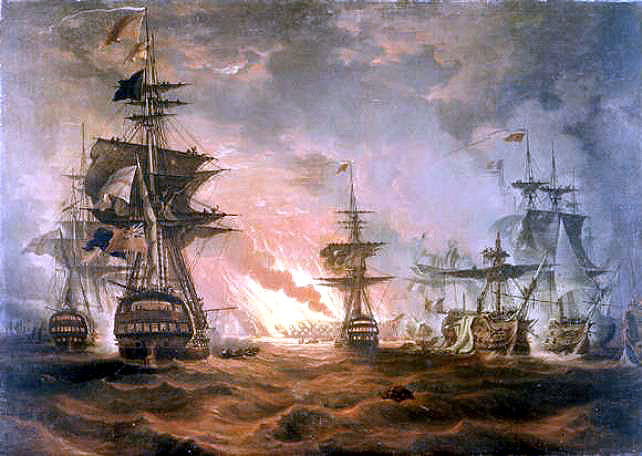
Seeschlacht bei Abukir (1798)

## Leben
Mit elf Jahren begann Luny eine Lehre bei dem Marinemaler Francis Holman (1729–1784) und arbeitete mit Unterbrechungen bis 1780 bei ihm. Im September 1777 besuchte er Paris und unternahm vermutlich auch eine Reise nach Portugal. 1780 eröffnete er ein eigenes Atelier in London in der Nähe der East India Company, deren Mitglieder ihm Aufträge erteilten, die ihn nach Neapel, Gibraltar und Charleston in South Carolina führten.
Von 1780 bis 1793 stellte er jährlich in der Royal Academy of Arts aus, danach erst wieder 1802. Die fast zehnjährige Pause wurde in älterer Literatur mit einem längeren Dienst in der Königlichen Marine erklärt (er sollte als Zahlmeister unter Kapitän George Tobin bei der Royal Navy gedient und diese 1810 wegen einer Arthritis verlassen haben); allerdings hat sich diese Geschichte als unwahr herausgestellt.
Mitte 1807 zog Luny nach Teignmouth, wo er auch die Küstenlandschaft von Devonshire in Gemälden festhielt. Luny fertigte schätzungsweise an die 3.000 Gemälde, hauptsächlich Schiffe, Porträts und Darstellungen von Seeschlachten. Seine Arbeiten befinden sich in Sammlungen im National Maritime Museum in Greenwich und im Royal Albert Memorial Museum in Exeter.